# إميليو غوميز موريل
إميليو غوميز موريل (بالإسبانية: Emilio Gómez Muriel) هو مخرج مكسيكي، ولد في 22 مايو 1910 في مدينة سان لويس بوتوسي في المكسيك، وتوفي في 25 يناير 1985 في مدينة مكسيكو في المكسيك.

## وصلات خارجية
- إميليو غوميز موريل على موقع IMDb (الإنجليزية)
- إميليو غوميز موريل على موقع ألو سيني (الفرنسية)
- إميليو غوميز موريل على موقع أول موفي (الإنجليزية)
- إميليو غوميز موريل على موقع قاعدة بيانات الفيلم (الإنجليزية)
- إميليو غوميز موريل على موقع كينوبويسك (الروسية)